# Цунцзян
Цунцзя́н (кит. упр. 从江, пиньинь Cóngjiāng) — уезд Цяньдуннань-Мяо-Дунского автономного округа провинции Гуйчжоу (КНР).

## История
Во времена империи Мин в 1441 году был создан уезд Юнцун (永从县). Во времена империи Цин в 1771 году был создан Сяцзянский комиссариат (下江厅). После Синьхайской революции в Китае была проведена реформа структуры административного деления, в ходе которой комиссариаты были упразднены, поэтому в 1913 году Сяцзянский комиссариат был преобразован в уезд Сяцзян (下江县).
В 1941 году уезды Юнцун и Сяцзян были объединены; в качестве названия для объединённого уезда было взято по иероглифу из названий старых уездов — так появился уезд Цунцзян.
После вхождения этих мест в состав КНР в 1950 году был создан Специальный район Душань (独山专区), и уезд вошёл в его состав. В 1952 году власти специального района переехали из уезда Душань в уезд Дуюнь, и Специальный район Душань был переименован в Специальный район Дуюнь (都匀专区). В ноябре 1952 года из частей уездов Жунъань, Саньцзян и Лочэн провинции Гуанси, и части уезда Цунцзян был создан Дамяошань-Мяоский автономный район уездного уровня.
В 1956 году Специальный район Дуюнь был расформирован, и был создан Цяньдуннань-Мяо-Дунский автономный округ; уезд вошёл в состав автономного округа. В 1958 году уезд Цунцзян был присоединён к уезду Жунцзян, но в 1961 году он был воссоздан.

## Административное деление
Уезд делится на 8 посёлков, 10 волостей и 3 национальные волости.

## Культура
Среди национальных меньшинств популярна игра на флейте лушэн.

## Достопримечательности
- Рисовые террасы Цзябан[3]